# M&G
M&G（M&G plc）是英國的一家投資管理公司，總部位於倫敦市。該公司系自保誠分拆誕生，是倫敦證券交易所的上市公司之一，並且是富時100指數成份股之一。